# U-666
U-666 — средняя немецкая подводная лодка типа VIIC времён Второй мировой войны.

## История
Заказ на постройку субмарины был отдан 15 августа 1940 года. Лодка была заложена 16 сентября 1941 года на верфи Ховальдтсверке, Гамбург, под строительным номером 815, спущена на воду 18 июля 1942 года, вошла в строй 26 августа 1942 года под командованием оберлейтенанта Герберта Энгеля. На флоте лодка получила прозвище «Сатана», а её эмблемой, обыгрывающей номер лодки и фамилию командира (нем. Engel — ангел), стал «падший ангел».

### Командиры
- 26 августа 1942 года — 9 декабря 1943 года капитан-лейтенант Герберт Энгель
- 10 декабря 1943 года — 10 февраля 1944 года оберлейтенант цур зее Эрнст Вилберг

### Флотилии
- 26 августа 1942 года — 28 февраля 1943 года — 5-я флотилия (учебная)
- 1 марта 1943 года — 10 февраля 1944 года — 6-я флотилия

### История службы
Лодка совершила 4 боевых похода. Потопила один военный корабль водоизмещением 1370 тонн, повредила одно судно водоизмещением 5234 брт.
Пропала без вести в Северной Атлантике после 10 февраля 1944 года. Причина гибели неизвестна. 51 погибших (весь экипаж).
До сентября 1995 года историки считали, что лодка была потоплена 10 февраля 1944 года в Северной Атлантике на запад от Ирландии, в районе с координатами 53°56′ с. ш. 17°16′ з. д. глубинными бомбами с самолёта из авиагруппы британского эскортного авианосца HMS Fencer, однако той атаке подверглась не подводная лодка.

### Волчьи стаи
U-666 входила в состав следующих «волчьих стай»:
- Sturmer 14 марта 1943 года — 20 марта 1943
- Seewolf 25 — 30 марта 1943
- Trutz 1 июня — 16 июня 1943
- Trutz II 16 июня 1943 года — 2 июля 1943
- Leuthen 31 августа 1943 года — 24 сентября 1943

### Атаки на лодку
- 19 марта 1943 года после попадания в греческий транспорт Carras, шедший в составе конвоя SC-122, U-666 была атакована британским самолётом B-17, который сбросил на лодку четыре глубинных бомбы. Полученные тяжёлые повреждения вынудили U-666 вернуться на базу во Францию.
- 9 мая 1943 года в Бискайском заливе в 10:28 выходящая из базы лодка была атакована самолётом типа «Галифакс», ошибочно опознанным как «Сандерленд». Во время второго захода в атаку, самолёт получил несколько попаданий в один из двигателей. Экипаж самолёта потерял управление, и аппарат рухнул в воду в полукилометре от лодки, никто из восьми членов экипажа не спасся.
- В тот же день, в 12:25, лодка была атакована британским самолётом типа «Уитли». Во время захода в атаку самолёт получил попадания из зенитных орудий лодки, сброшенные бомбы легли беспорядочно, после чего «Уитли» был вынужден вернуться на базу из-за повреждений хвостовой части.
- 5 января 1944 года выходящая из Лорьяна в боевой поход лодка была атакована самолётом и повреждена. Силами экипажа повреждения были устранены, U-666 продолжила патрулирование, однако из этого похода уже не вернулась, пропав без вести.